# Salvia wardii
Salvia wardii là một loài thực vật có hoa trong họ Hoa môi. Loài này được E.Peter miêu tả khoa học đầu tiên năm 1936.